# Brown Willy
Brown Willy (korn. Bronn Wenneli)  – najwyższy szczyt wzgórz Bodmin Moor i najwyższy punkt Kornwalii. Nazwa kornijska oznacza Wzgórze jaskółek. 

## Efekt Brown Willy
Zjawisko meteorologiczne występujące na Półwyspie Kornwalijskim. Polega na rzęsistych deszczach, których powstanie odbywa się w znacznej odległości od miejsca opadu. Zjawisko tłumaczy się wilgotnymi wiatrami znad Atlantyku, które tu właśnie spotykają się z wiatrami z głębi Wielkiej Brytanii. Wpływ na to ma również specyficzna linia brzegowa. Efektem są często nawiedzające ten teren powodzie.